# Томиловы
Томиловы — дворянские роды.
Один из них — потомство Ивана Томилова, вступившего в службу в 1790 году; в 1807 г. в лейб-гвардии гусарском полку произведен аудитором 8 класса, 15 марта 1810 года с потомством его пожалован на дворянское достоинство, приобретенное службой и чином, дипломом и гербом, с коих копия хранится в Герольдии.
Другой происходит от Павла Томилова, обер-берггауптмана 4-го класса, который 4 августа 1829 года был жалован дипломом на потомственное дворянское достоинство. Герб Томиловых внесен в Часть 14 Сборника дипломных гербов Российского Дворянства, невнесенных в Общий Гербовник, стр. 37.

## Известные представители рода
- Томилов, Антон Фёдорович (1687—1750) — горный деятель, генерал-майор артиллерии, президент Берг-коллегии, сенатор.
- Роман Никифорович Томилов (1729—179?) — инженер генерал-поручик, присутствовал в канцелярии главной артиллерии и фортификации, 1781—1796 гг.
- Алексей Романович Томилов (1775—1849) — член Общества поощрения художеств и почётный вольный общник И. А. X. при Николае I, любитель искусства.
- Матвей Михайлович Томилов (1835—1887) — генерал-майор, командир 1 бригады 19 пехотной дивизии, помощник начальника штаба Кавказского военного округа.
- Томилова, Ольга Александровна (урождённая Энгельгардт; 1822—1894) — начальница Смольного института благородных девиц в 1875—1886 гг., фрейлина российского императорского двора. муж — Роман Алексеевич Томилов (1812—1864).

### Георгиевские кавалеры
- Томилов, Александр Варнавович; полковник; № 9667; 26 ноября 1855
- Томилов, Александр Иванович; полковник; № 7778; 26 ноября 1847
- Томилов, Иосиф Дмитриевич; капитан; № 5321; 1 декабря 1835
- Томилов, Никифор Дмитриевич; капитан; № 6370; 11 декабря 1840
- Томилов, Пётр Андреевич (1870—1948) — генерал-майор, затем генерал-лейтенант Генштаба; 3 декабря 1916
- Томилов, Яков Михайлович; подполковник; № 1097; 26 ноября 1794
- Томилов Виталий Александрович подполковник ВС Российской Федерации; 10.02.2012

## Описание герба
В верхней половине щита, в красном поле, изображены две золотых шестиугольных звезды и между ними на золотой полосе чёрное орлиное крыло. В нижней половине в серебряном поле находится диагонально к левому верхнему углу река и через неё переправляющийся на белом коне всадник в латах.
На щите дворянский коронованный шлем. Нашлемник: три страусовых пера. Намёт на щите голубой и красный, подложенный золотом.